# أدولف ماكس
أدولف ماكس هو محامي وسياسي بلجيكي، ولد في 30 ديسمبر 1869 في بروكسل في بلجيكا، وتوفي في 6 نوفمبر 1939. انتخب mayor of a place in Belgium ‏ بروكسل وانتخب عضو مجلس النواب من بلجيكا.